# Matlaske
Matlaske – wieś w Anglii, w hrabstwie Norfolk, w dystrykcie North Norfolk. Leży 28 km na północ od Norwich i 176 km na północny wschód od Londynu.
W 2001 miejscowość liczyła 124 mieszkańców.